# Desde Rusia con amor (álbum)
Desde Rusia Con Amor es el primer álbum en vivo de la banda de rock Molotov, lanzado al mercado por Universal Music Group el 15 de mayo de 2012.

## Lista de canciones
| N.º   | Título                                                             | Duración |  |
| 1.    | «Chinga Tu Madre (En Vivo Desde Rusia/2010)»                       | 5:14     |  |
| 2.    | «Changuich Aka Chandwich A La Chichona (En Vivo Desde Rusia/2010)» | 3:36     |  |
| 3.    | «Perro Negro Granjero Aka Perro Negro (En Vivo Desde Rusia/2010)»  | 3:12     |  |
| 4.    | «¿Por Qué No Te Haces Para Allá? (En Vivo Desde Rusia/2010)»       | 5:14     |  |
| 5.    | «Here We Kum (En Vivo Desde Rusia/2010)»                           | 4:35     |  |
| 6.    | «DDT (En Vivo Desde Rusia/2010)»                                   | 2:00     |  |
| 7.    | «Voto Latino (En Vivo Desde Rusia/2010)»                           | 3:05     |  |
| 8.    | «Amateur (Rock Me Amadeus)»                                        | 4:15     |  |
| 9.    | «Gimme Tha Power (En Vivo Desde Rusia/2010)»                       | 4:22     |  |
| 10.   | «Frijolero (En Vivo Desde Rusia/2010)»                             | 3:52     |  |
| 11.   | «Mas Vale Cholo (En Vivo Desde Rusia/2010)»                        | 5:33     |  |
| 12.   | «Marciano (En Vivo Desde Rusia/2010)»                              | 2:38     |  |
| 13.   | «Rap, Soda Y Bohemia (En Vivo Desde Rusia/2010)»                   | 4:14     |  |
| 14.   | «Puto (En Vivo Desde Rusia/2010)»                                  | 2:32     |  |
| 15.   | «Rastaman-Dita (En Vivo Desde Rusia/2010)»                         | 4:15     |  |
| 58:37 |                                                                    |          |  |